# Frontenas
Frontenas ist eine französische Gemeinde mit 905 Einwohnern (Stand: 1. Januar 2022) im  Département Rhône in der Region Auvergne-Rhône-Alpes. Sie gehört zum Arrondissement Villefranche-sur-Saône, zum Kanton Val d’Oingt und zum Gemeindeverband Beaujolais Pierres Dorées. Die Einwohner werden Frontenassiens genannt.

## Geographie
Frontenas liegt rund 24 Kilometer nordwestlich von Lyon und etwa zehn Kilometer südwestlich von Villefranche-sur-Saône im Weinbaugebiet Bourgogne. Umgeben wird Frontenas von den Nachbargemeinden Theizé im Norden, Alix im Osten und Südosten, Charnay im Südosten, Bagnols im Süden sowie Moiré im Westen.

## Bevölkerungsentwicklung
| Jahr                       | 1962 | 1968 | 1975 | 1982 | 1990 | 1999 | 2006 | 2013 |
| Einwohner                  | 220  | 214  | 320  | 557  | 745  | 818  | 770  | 812  |
| Quellen: Cassini und INSEE |      |      |      |      |      |      |      |      |

## Sehenswürdigkeiten

Kirche Saint-Dutrille

- Kirche Saint-Dutrille